# Dolenja vas (gmina Prebold)
Dolenja vas – wieś w Słowenii, w gminie Prebold. W 2018 roku liczyła 597 mieszkańców.